# Монель-металл
Монель-металл, монель (англ. Monel) — серия сплавов на основе никеля, содержит до 67 % никеля и до 38 % меди. Название «монель» является торговой маркой, принадлежащей Special Metals Corporation. Сплав был создан Дейвидом Брауном (David H. Browne), главным металлургом International Nickel Co., и назван в честь президента компании Эмброуза Монеля (Ambrose Monell). Запатентован в 1906 году (U.S. Patent 811,239).

## Свойства
По сравнению со сталью монель сложен в обработке, так как он закаливается при высоких температурах. Обрабатывать монель следует при малых скоростях и малых подачах.
Монель обладает высокой пластичностью и высоким пределом прочности, твёрдостью (HB 210). Основное практически полезное качество — коррозионная стойкость. Однако в среде электролита, например, в морской воде, при контакте с железными сплавами монель подвергается сильной электрохимической коррозии. Некоторые сплавы могут противостоять огню в чистом кислороде. Некоторые из сплавов немагнитны. Применяют в химической, нефтяной, судостроительной, медицинской промышленности, в аппаратостроении для защиты от коррозии.
Небольшие добавки алюминия и титана создают сплав (K-500) с такой же коррозионной стойкостью, но гораздо большей прочностью. Монель обычно гораздо дороже нержавеющей стали.
Плотность монеля 8,82 г/см³.
Удельная проводимость 3,6 % IACS.

## Применение

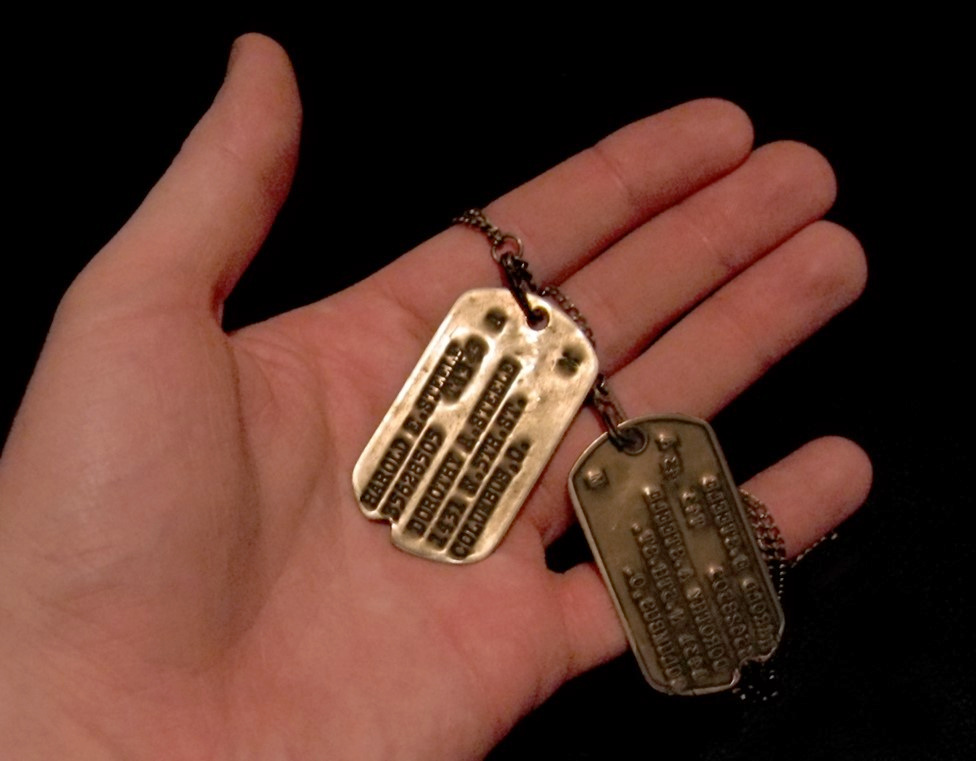
Идентификационные метки, изготовленные из монеля

Монель применяется как конструкционный материал, так и в составе биметаллов, наносится с помощью газотермического напыления. Используется для изготовления монет и различной аппаратуры для химической промышленности.
Сферы применения:
- Авиастроение
- Судостроение[1][2][3]
- Струны музыкальных инструментов
- Дрели
- Оправы очков
- Другие